# Castilfalé
Castilfalé es un municipio y villa española de la provincia de León, en la comunidad autónoma de Castilla y León. Se encuentra en la comarca de Los Oteros. Situado cerca de la laguna de los Janos, a la izquierda del arroyo del Reguero, afluente del río Cea. Cuenta con una población de 62 habitantes (INE 2024).

## Geografía
Ubicación
Los terrenos de Castilfalé limitan con los de Zalamillas al norte, Matanza de los Oteros al noreste, Valdemorilla al este, Mayorga y Castrobol al sureste, Valdemora al sur, Castrofuerte al oeste y Villabraz al noroeste.
| Noroeste: Villabraz        | Norte: Matanza   | Noreste: Matanza              |
| Oeste: Fuentes de Carbajal |                  | Este: Mayorga (Valladolid)    |
| Suroeste Valdemora         | Sur: Gordoncillo | Sureste: Mayorga (Valladolid) |

## Historia

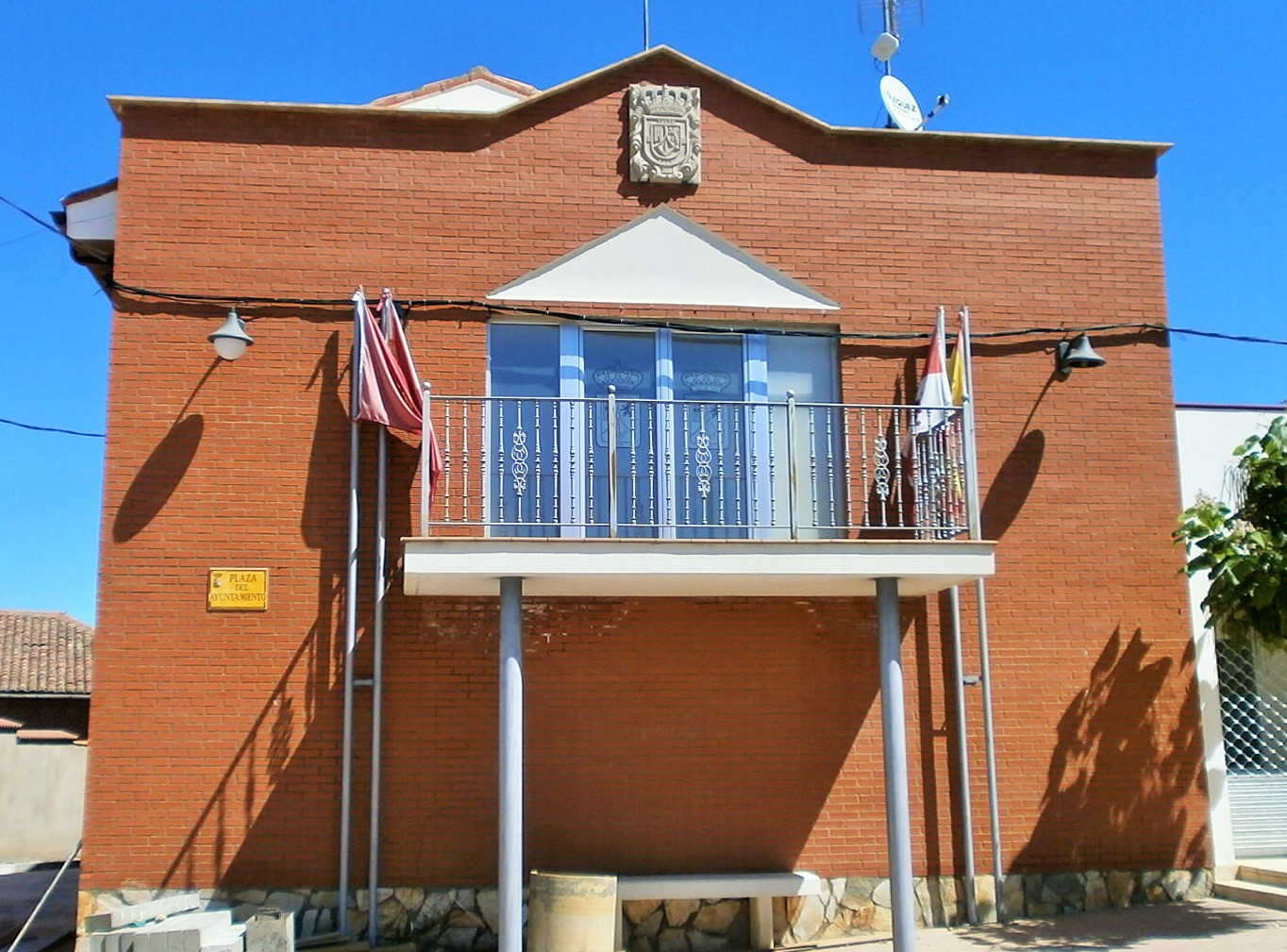
Casa consistorial

El origen de Castilfalé se remonta a la Reconquista. En este contexto escasamente documentado por la documentación medieval y de los antiguos cenobios, aparece ya en 1065 el nombre de Castrel de Hale, o el de Castrello de Fale en 1095, con clara referencia a la presencia de un castillo o fortaleza en torno al que se desarrolló un núcleo de población. Topónimos referentes a la presencia de un castillo o torre defensiva que irán evolucionando en la Edad Media y Moderna hasta aparecer como Casteil de Falei y posteriormente en el siglo XVIII Castil de Fale.
No obstante, en la documentación moderna también aparece la referencia de Castrillo a la hora de denominar vulgarmente a la villa, lo que posiblemente guarde relación con un antiguo castro sobre el que posteriormente se levantó la fortaleza medieval. En todo caso, tanto el castillo, cuya presencia se mantuvo de tapial hasta el siglo XIX, como la torre mudéjar del templo de San Miguel o la casa hospital de Peregrinos, son muestras arquitectónicas que reflejan la presencia e impronta de los cristianos en territorio árabe (mozárabes) y de los mudéjares o moros que se mantuvieron en la tierra una vez que los reyes de León avanzaron la reconquista hacia tierras del sur.
Ya en el siglo XIV, Castilfalé pasó a la jurisdicción de una familia, los Barba, que habían acumulado fortuna sirviendo a la causa del rey Enrique II, hecho por el cual, durante el reinado de los Reyes Católicos, Pedro Barba aparece como señor de las villas de Castrofuerte y Castilfalé. Las políticas matrimoniales de los Barba acabarán desembocando en que el señorío de Castilfalé, dependa de los Pacheco ya en el siglo XVII, siendo a finales de este siglo Francisco de Sotomayor Pacheco y Barba el primer vizconde de Castilfalé, título otorgado por Carlos II de España que posteriormente fue elevado a la categoría de condado.
Finalmente, con la creación de las actuales provincias en 1833, Castilfalé quedó integrado en la de provincia de León, dentro de la Región Leonesa.

## Demografía

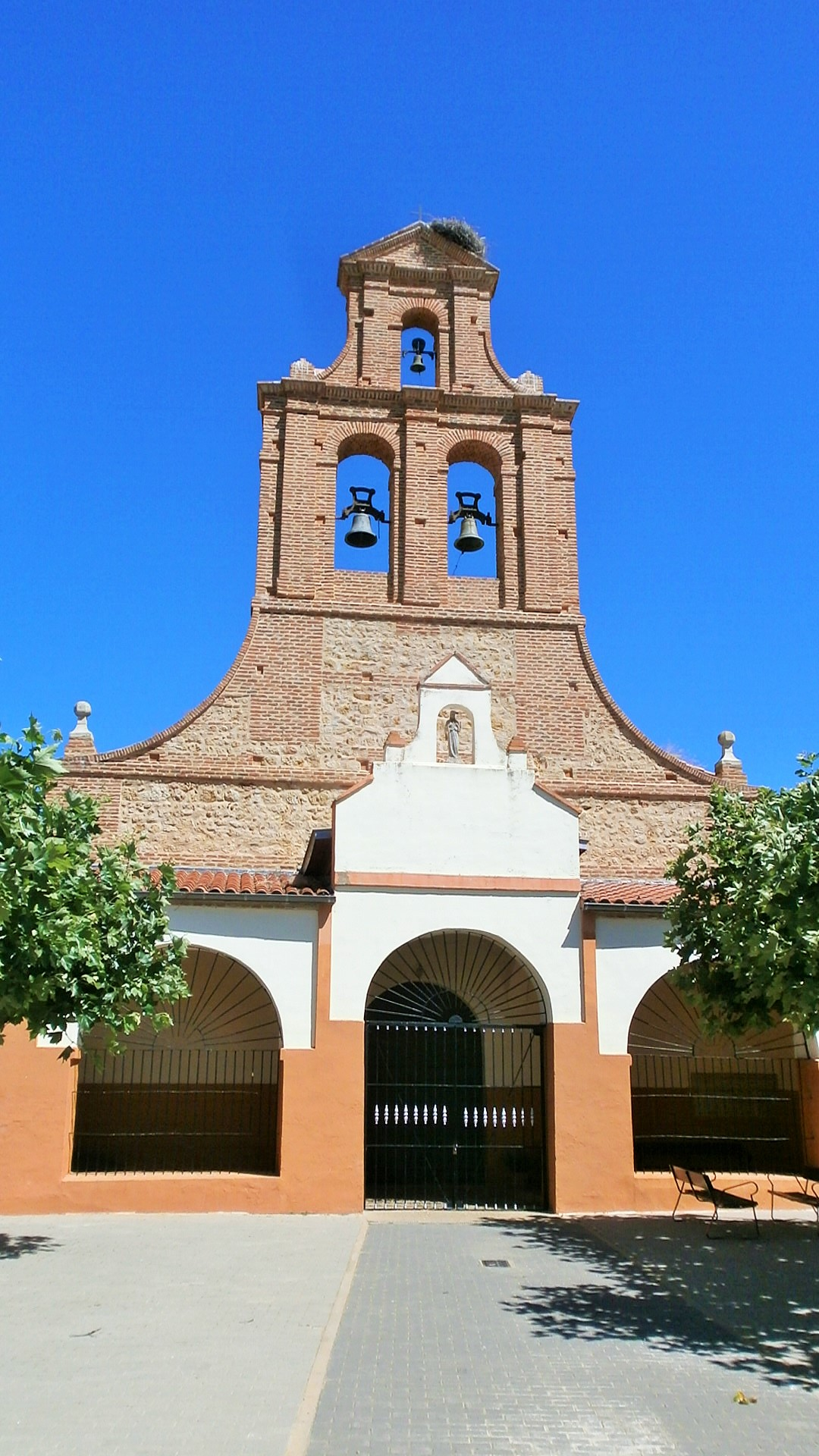
Iglesia de San Juan Degollado

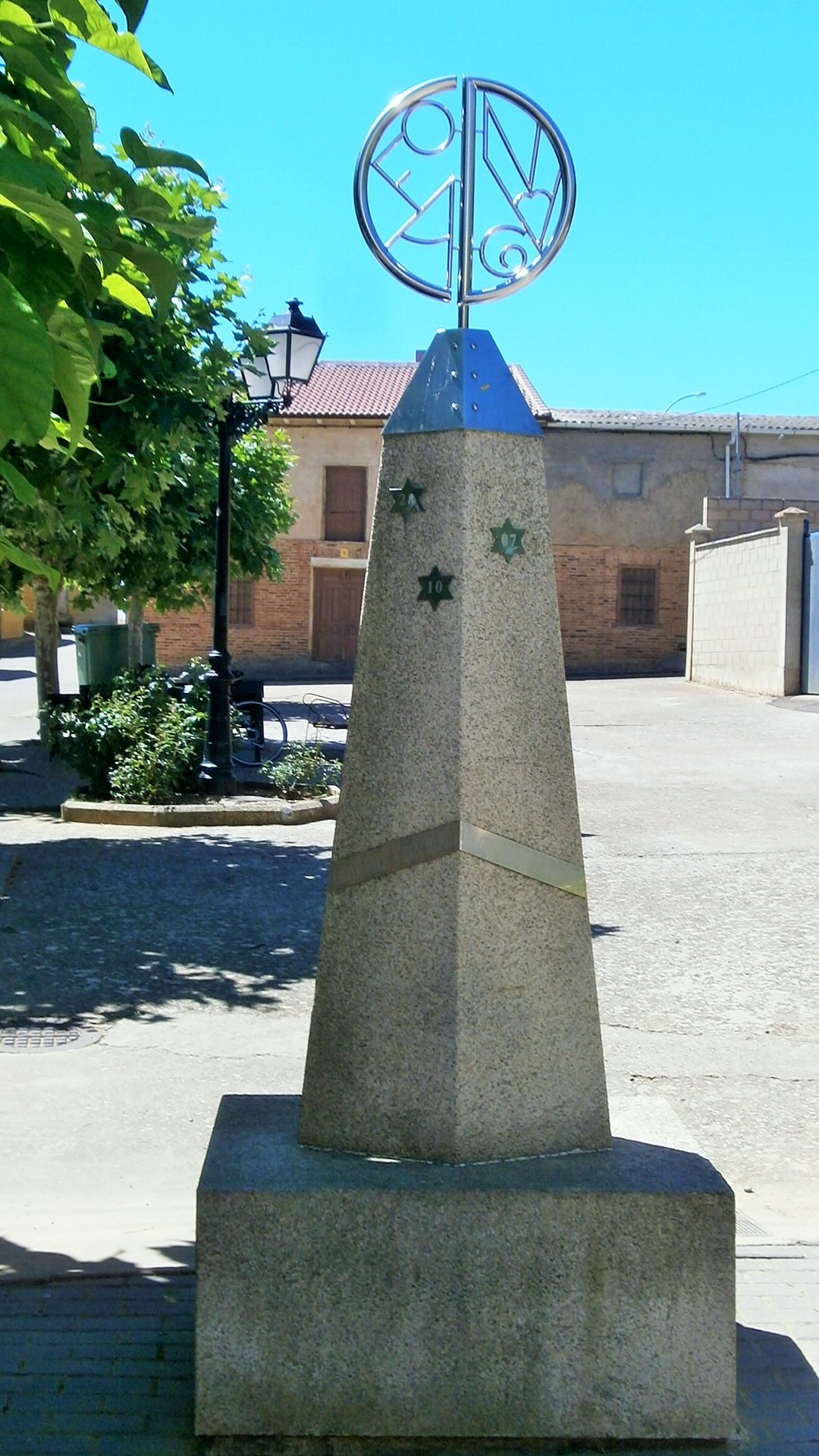
Monumento a los beatos Ovidio y Nazario

En 1842 el municipio de Castilfalé contaba con una población de 1175 habitantes, la cual se vio reducida en el censo de 1877 a 383 habitantes, al haberse segregado del municipio las localidades de Matanza de los Oteros, Valdemora, Villabraz y Villafer. Ya en el siglo XX, tras haber alcanzado el pico de población en 1950, con 449 habitantes, inició posteriormente un lento declive poblacional. Cuenta con una población de 62 habitantes (INE 2024).
| Gráfica de evolución demográfica de Castilfalé entre 1842 y 2021 |
| |
| Población de derecho según los censos de población del INE Población de hecho según los censos de población del INE Entre el censo de 1857 y el anterior disminuye el término del municipio porque independiza a Matanza, Valdemora, Villabraz y Villafer |

## Cultura

### Patrimonio
Iglesia de San Juan Degollado. Del siglo XVI, en la nave mayor se sitúa el altar, que preside San Juan Degollado, mientras que en las otras dos se sitúan las imágenes del Bendito Cristo del Amparo y la Inmaculada Concepción. Asimismo, en los muros laterales se sitúan sendas tallas de San Isidro y la Virgen de Fátima. En su exterior resalta su esbelta torre de espadaña de ladrillo y piedra, que por delante muestra otra más pequeña, que sirve de marco al corazón de Jesús en piedra.
Torre. En la parte más elevada de la villa, se sitúa una antigua torre con dos arcos, que indican su pertenencia a una antigua iglesia ya desaparecida. No obstante, existen dudas sobre el titular de la iglesia a la que perteneció, señalando algunas fuentes Santa Isabel y otras El Salvador.
Antigua iglesia de San Antonio de Padua. Inicialmente edificada a mediados del siglo XVII, hoy apenas es identificable debido a las reformas que ha sufrido. El cuerpo de esta antigua iglesia, con su sacristía, pertenece a tres propietarios distintos, habiéndose eliminado con el paso de los años desde su cierre al culto en el siglo XIX muchos detalles en el edificio que lo hacían identificable.
Monumento a los beatos Ovidio y Nazario. Posee forma fálica o de obelisco, estando compuesto por una gran pieza de piedra rematada en su parte alta con un emblema en metal.

### Fiestas
Castilfalé celebra sus fiestas en honor de la Santa Cruz el primer sábado posterior al tres de mayo, festejando también las fiestas patronales de El Cristo, que son las principales de la localidad y tienen lugar el cuarto fin de semana de septiembre.